# 中ノ郷村
中ノ郷村（なかのごうそん）は、鳥取県岩美郡にあった自治体である。1896年（明治29年）3月31日までは邑美郡に属した。

## 概要
千代川河口右岸およびその支流の旧袋川右岸に位置し、北は日本海に面した。
中ノ郷の名は「邑美・中ノ郷」から出ている。藩政時代から使われていた邑美郡の邑美郷は邑美上ノ郷（東町・湯所の一部）、邑美中ノ郷（湯所・丸山・田島付近）、邑美下ノ郷（覚寺・円護寺・浜坂）に分かれていたという。
浜坂砂丘から円護寺に至る丘陵地帯が早くから開けており、大応寺や円護寺などが建立され仏教の中心地なっていた。830年代には円仁（慈覚大師）によって摩尼寺が開かれた。
市制・町村制施行前は東町・西町などと同一の連合戸長役場に属しており中ノ郷村発足後も鳥取市とは関係が深く、教育や衛生などを同市に委託していたことから1899年（明治32年）頃から合併が提唱されていた。合併条件としては道路改修や覚寺の飲料水設備の設置などがあった。最後の村長は西村伝蔵、助役は村上善市であった。

## 沿革
- 1889年（明治22年）10月1日 - 町村制の施行により、東町外六ヶ町村連合戸長役場管轄区域から覚寺村・円護寺村・浜坂村が合併して村制施行し、中ノ郷村が発足。旧村名を継承した3大字を編成し、役場を覚寺村に設置。それ以外の3町1村は市制施行して鳥取市となった[3][4]。
- 1896年（明治29年）4月1日 - 郡制の施行により、邑美郡・法美郡・岩井郡の区域をもって岩美郡が発足し、岩美郡中ノ郷村となる。
- 1914年（大正3年）10月1日 - 「中ノ郷村大字○○村」から大字の「村」を削除し、「中ノ郷村大字○○」と呼ぶことになる[5]。
- 1924年（大正13年）10月1日 - 役場位置を大字覚寺字坪ノ下268ノ2に変更[6]。
- 1933年（昭和8年）4月1日 - 鳥取市に編入。同日中ノ郷村廃止[7]。

## 合併後
3大字（覚寺・円護寺・浜坂）は鳥取市の大字として継承されたが、その後一部は山城町・北園となった。
また現在の鳥取市自治連合会の地区別単位組織としての中ノ郷地区は、覚寺・円護寺・山城・覚寺口・円護寺団地・北園1丁目・北園2丁目・北園団地の計8地区を構成している。

## 行政

### 戸長
- 邑美郡東町外六ヶ町村連合戸長役場：山本信篤（所在地：東町、管轄区域：東町・西町・湯所町・湯所村・浜坂村・覚寺村・円護寺村）[3][10]

### 歴代村長
- 喜田村久平 - 上根宣幸 - 宮脇長太郎 - 宮脇松太郎 - 西村伝蔵[11]

## 教育
- 中ノ郷尋常高等小学校（1960年に鳥取市立城北小学校に統合、1995年に分離して鳥取市立中ノ郷小学校となる）

## 交通
鳥取城下から但馬を結ぶ但馬往来が浜坂を通っており明治まで続いていたが、海岸から吹き付ける漂砂のために往来は海岸から内陸へと移動した。